# Вороний Юрій Юрійович
Юрій Юрійович (Георгій Георгійович) Вороний (1895, Журавка  — 1961, Київ) — український хірург, доктор медичних наук, професор. Здійснив першу у світі операцію з пересадки внутрішнього органу живій людині. 3 квітня 1933 року пересадив нирку реципієнтці від загиблої людини.

## Біографія
Народився в 1895 році в селі Журавці Полтавської губернії (нині Варвинської громади Прилуцького району Чернігівської області) у родині українського вченого, професора математики Варшавського університету Георгія Вороного.
1913 року вступив на медичний факультет Університету святого Володимира у Києві, але перервав навчання, бо в роки Першої світової війни як студент-медик працював у перев'язувальному загоні Червоного Хреста.
Будучи студентом добровільно вступив до перев'язувального загону військ Центральної Ради. 16 січня 1918 року Юрій Вороний брав участь в бою під Крутами. Його дружина Нечаївська Віра Йосипівна була членом Центральної Ради від жіноцтва.
1921 року закінчив Київський медичний інститут і став аспірантом кафедри хірургії. Після закінчення аспірантури його призначили асистентом Харківського медичного інституту, де він працював у 1926—1931 роках під керівництвом Володимира Шамова.

Могила Юрія Вороного

У 1931–1934 роках працював головним лікарем лікарні в Херсоні, директором і професором хірургії Херсонського виробничого медичного інституту, а потім — старшим науковим співробітником Всеукраїнського інституту невідкладної хірургії та переливання крові.
У 1936–1941 роках завідував кафедрою хірургії Харківського стоматологічного інституту.
Під час німецько-радянської війни опинився на території, окупованій німцями, і був депортований за кордон.
Після повернення на батьківщину натрапив на заборону займатися викладанням хірургії у Харкові, тому переїхав у Житомир, де протягом 1944–1950 років працював лікарем-урологом міської та обласної лікарень.
З 1950 року жив у Києві, у 1950—1953 роках керував відділенням експериментальної хірургії Інституту експериментальної біології та патології, а у 1953—1960 роках таким же відділенням Київського інституту гематології та переливання крові. У 1953 році очолив Київський науково-дослідний інститут переливання крові та невідкладної хірургії.
Помер у 1961 році. Похований в Києві на Байковому кладовищі.
Подружжя мало двох дітей: сина 1918 року народження та доньку (нар. 1926).

## Перша у світі операція з пересадки нирки
У 1930 році Вороний у Харкові вперше пересадив нирку собаці, зшивши судини шиї та донорської нирки.
3 квітня 1933 року, працюючи головним лікарем у Херсоні, вперше у світі виконав клінічну пересадку трупної нирки в лікарні Харкова, коли проходив там стажування. Звіт про цю операцію був опублікований в італійському журналі «Minerva Chirurgica», в якому зазначалось, що нирка включилась у кровообіг і почала самостійно функціонувати. Ця пересадка нирки була першою в історії спробою пересадки будь-якого цілого органу людині., хоча перша реципієнтка прожила з новим органом лише 48 годин. Про результати дослідження також було повідомлення в іспанському журналі «El Siglo Medico» (1936).

## Вшанування пам'яті
На честь Юрія Вороного названі:
- вулиця Хірурга Вороного в Херсоні з 2016[9];
- вулиця Юрія Вороного в Житомирі з 2023[10].